# Epitola marginata
Epitola marginata är en fjärilsart som beskrevs av Kirby 1887. Epitola marginata ingår i släktet Epitola och familjen juvelvingar. Inga underarter finns listade i Catalogue of Life.

## Bildgalleri

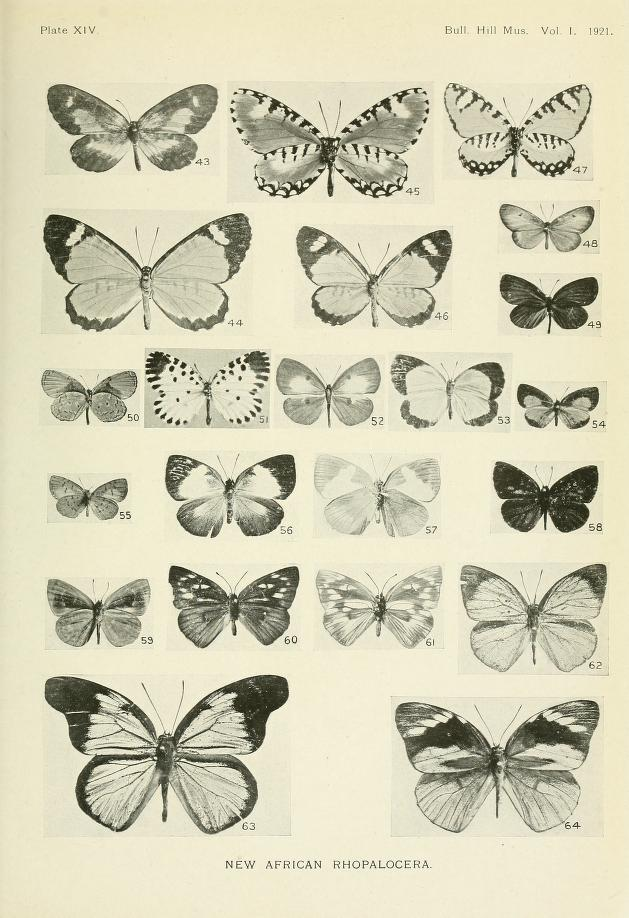
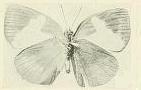